# Al-Bukhari

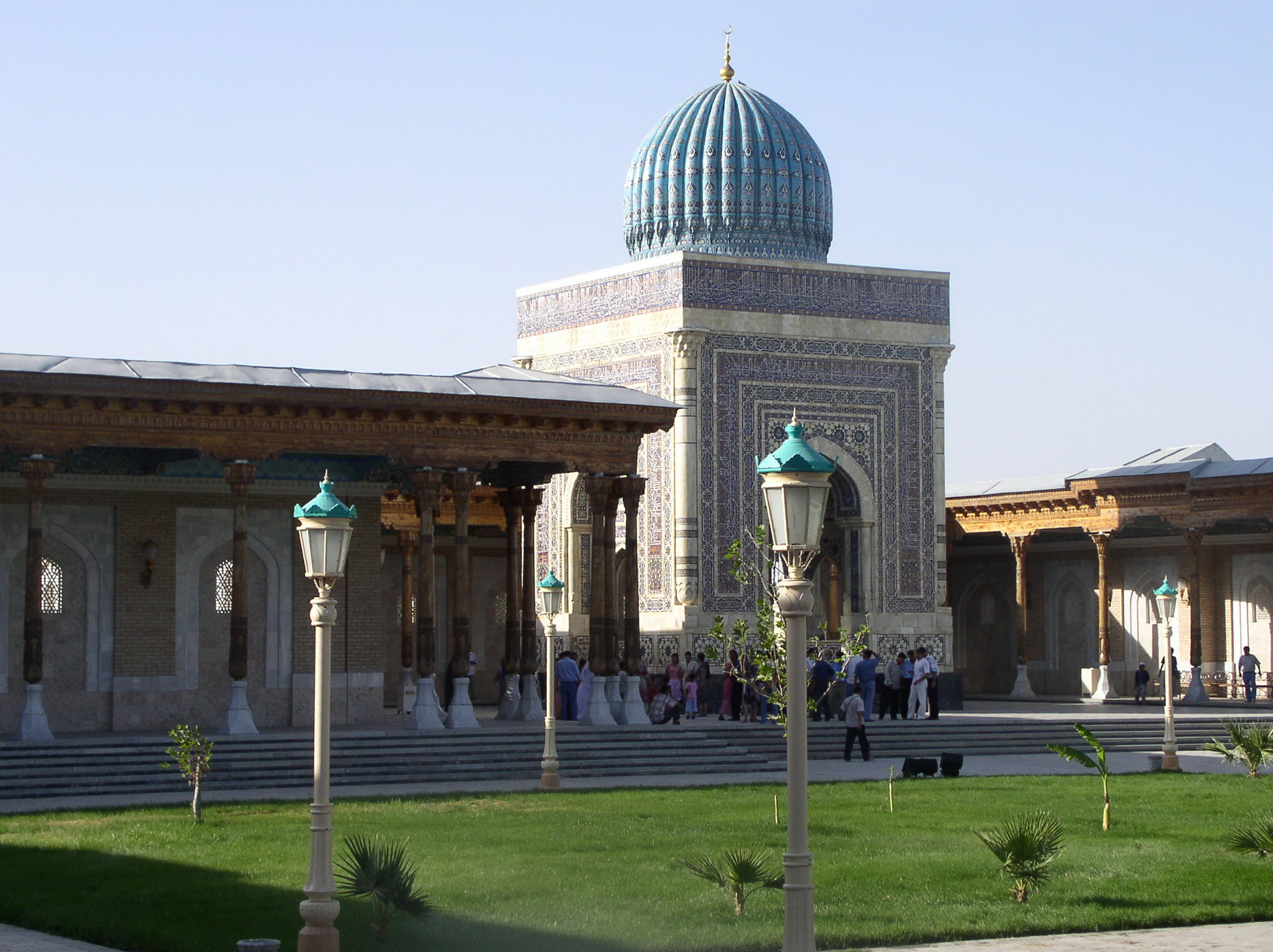
Het mausoleum van Al-Bukhari in Samarkand (tegenwoordig Oezbekistan).

Mohammad ibn Ismail al-Bukhari of Al-Boekhari (Arabisch: البخاري) of imam Bukhari (Buchara, 810 – Samarkand, 870) was een soennitisch-islamitische schriftgeleerde van Perzische afkomst. Hij is voornamelijk bekend om zijn compilatie van de Hadith. Vanwege de zorgvuldige wijze waarop Boekhari de isnad (mondelinge overleveringen) beoordeelde, wordt zijn werk, Sahih Bukhari, door de meeste soennieten als het meest geloofwaardige van alle versies van de Hadith gezien. Het geldt onder moslims als de belangrijkste bron over het leven en de boodschap van Mohammed, na de Koran.

## Biografie
Boekhari werd geboren in Buchara in het jaar 810 tijdens het kalifaat van de Abbasiden. Zijn vader was een student van Malik ibn Anas, een geleerde uit Medina. Op tienjarige leeftijd begon Boekhari overleveringen over de profeet Mohammed en zijn eerste volgelingen te bestuderen. Hij was al snel in staat om zijn eigen docenten te verbeteren. Als jongeman reisde hij langs de belangrijkste centra van kennis in de islamitische wereld, van Khorasan tot Egypte. Op zijn tocht verzamelde hij zo veel mogelijk overleveringen. Hij zou er in totaal ongeveer 600.000 gehoord hebben.
Boekhari zou er zestien jaar over hebben gedaan om zijn verzameling te filteren en een boek samen te stellen dat alleen de meest betrouwbare overleveringen bevatte. Dit werk, Sahih Bukhari, is eigenlijk onderverdeeld in 97 andere boeken en 3450 hoofdstukken (2762 zonder herhalingen). Het boek behoort tot het musannaftype; hierbij worden de Hadith georganiseerd volgens thema. Deze thema’s gaan onder andere over de vijf zuilen van de islam, geneeskunde en het huwelijk. Samen met Sahih Muslim van Moslim ibn al-Hajjaj behoort Boekhari's werk tot de Kutub al-Sittah, de zes Hadithverzamelingen die voor soennieten het belangrijkst zijn.
Hij stierf op 60-jarige leeftijd in Samarkand en is in Xo'ja, Oezbekistan begraven.

## Werk
Zijn verzameling wordt in het Arabisch de الجامع الصحي genoemd, Al dzjami as-Sahih, oftewel "verzameling der authentieke tradities", die meestal verkort met Sahih of Sahih Boekhari wordt aangeduid, en deze behoort met het werk van Moslim ibn al-Hajjaj tot de zes canonieke Hadith-verzamelingen.